# Bitka pri Waterlooju
Bitka pri Waterlooju se je odvijala v nedeljo, 18. junija 1815, blizu naselja Waterloo, ki danes spada pod Belgijo, v času te bitke pa je spadal pod Nizozemsko.
Francoska cesarska vojska pod vodstvom Napoleona Bonaparteja je bila premagana v spopadu proti dvema združenima vojskama: prusko vojsko ter združeno vojsko angležev in njihovih zaveznikov.
Od Napoleonove vrnitve z Elbe ponovno na oblast marca 1815, se je mnogo držav, ki so mu nasprotovale že v preteklosti, združilo in formiralo Sedmo koalicijo. Začele so z  mobilizacijo svojih vojska.
Wellingtonovi in von Blücherjevi vojski sta se nahajali blizu severo-vzhodne francoske meje. Napoleon se je odločil za napad nanju, v upanju, da mu jih bo uspelo uničiti, preden bi se vojski lahko združili z ostalimi vojskami in skupaj izvedle koordiniran napad na Francijo.
Napoleonov velik poraz pri Waterlooju je pomenil zmago Sedme koalicije v vojni proti Franciji in konec napoleonove vladavine kot cesarja Francije.